# Bulgarie aux Jeux olympiques d'hiver de 1960
Cet article contient des informations sur la participation et les résultats de la Bulgarie aux Jeux olympiques d'hiver de 1960, qui ont eu lieu à Squaw Valley aux États-Unis. 

## Résultats

### Ski alpin

#### Hommes
| Athlète               | Épreuve      | Manche 1     | Manche 1 | Manche 2     | Manche 2 | Total        | Total |
| Athlète               | Épreuve      | Temps        | Rang     | Temps        | Rang     | Temps        | Rang  |
| --------------------- | ------------ | ------------ | -------- | ------------ | -------- | ------------ | ----- |
| Aleksandar Shalamanov | Descente     |              |          |              |          | 2 min 29 s 0 | 47    |
| Georgi Dimitrov       | Descente     |              |          |              |          | 2 min 20 s 2 | 30    |
| Georgi Varoshkin      | Descente     |              |          |              |          | 2 min 20 s 0 | 29    |
| Aleksandar Shalamanov | Slalom géant |              |          |              |          | 2 min 07 s 0 | 37    |
| Georgi Dimitrov       | Slalom géant |              |          |              |          | 2 min 02 s 9 | 30    |
| Georgi Varoshkin      | Slalom géant |              |          |              |          | 2 min 01 s 0 | 29    |
| Aleksandar Shalamanov | Slalom       | Disqualifié  | –        | –            | –        | Disqualifié  | –     |
| Georgi Varoshkin      | Slalom       | 1 min 21 s 3 | 31       | 1 min 26 s 2 | 33       | 2 min 47 s 5 | 29    |
| Georgi Dimitrov       | Slalom       | 1 min 16 s 9 | 19       | 1 min 08 s 2 | 18       | 2 min 25 s 1 | 18    |

### Ski de fond
| Athlète       | Épreuve | Course            | Course |
| Athlète       | Épreuve | Total             | Rang   |
| ------------- | ------- | ----------------- | ------ |
| Stefan Mitkov | 15 km   | 56 min 55 s 4     | 33     |
| Stefan Mitkov | 30 km   | 2 h 03 min 54 s 3 | 31     |
| Stefan Mitkov | 50 km   | 3 h 26 min 32 s 5 | 22     |

| Athlète           | Épreuve | Course        | Course |
| Athlète           | Épreuve | Total         | Rang   |
| ----------------- | ------- | ------------- | ------ |
| Krastana Stoeva   | 10 km   | 41 min 44 s 0 | 9      |
| Nadezhda Vasileva | 10 km   | 44 min 32 s 8 | 19     |
| Roza Dimova       | 10 km   | 45 min 45 s 8 | 22     |